# Holoplatys kempensis
Holoplatys kempensis là một loài nhện trong họ Salticidae. Loài này được phát hiện ở het Noordelijk Territorium.